# PDP-9

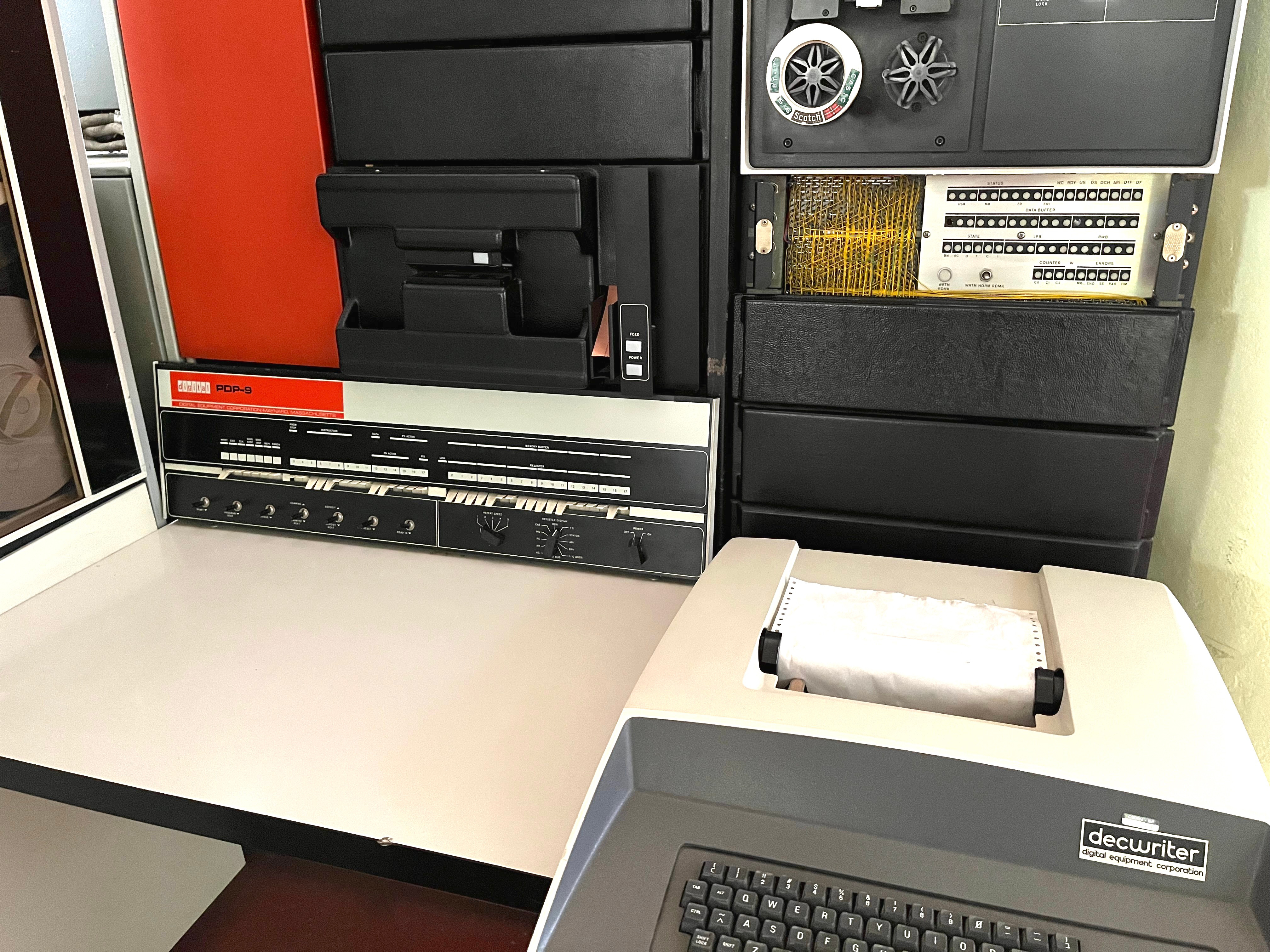
PDP-9 на выставке ACONIT в Гренобле, Франция

PDP-9 — четвёртый из пяти 18-битных миникомпьютеров, произведенных Digital Equipment Corporation. Был представлен в 1966 году. :P.10Всего было выпущено 445 систем PDP-9, из которых 40 были компактными и недорогими устройствами PDP-9/L.

## История
18-битными системами PDP, предшествующими PDP-9, были PDP-1, PDP-4 и PDP-7. Его преемником стал PDP-15 (англ.).

## Аппаратное обеспечение
PDP-9 был два метра в ширину и около 75 см в глубину; он был примерно в два раза быстрее, чем PDP-7. Он был построен с использованием дискретных транзисторов и имел дополнительный встроенный векторный графический терминал. PDP-9 весил около 340 кг, а PDP-9/L весил около 410 кг.
Это была первая микропрограммируемая машина DEC.
Типичная конфигурация включала:
- Считыватель перфоленты 300 cps
- Перфоратор для бумажной ленты 50 cps
- Консольный телетайп со скоростью 10 кадров в секунду, модель 33 KSR

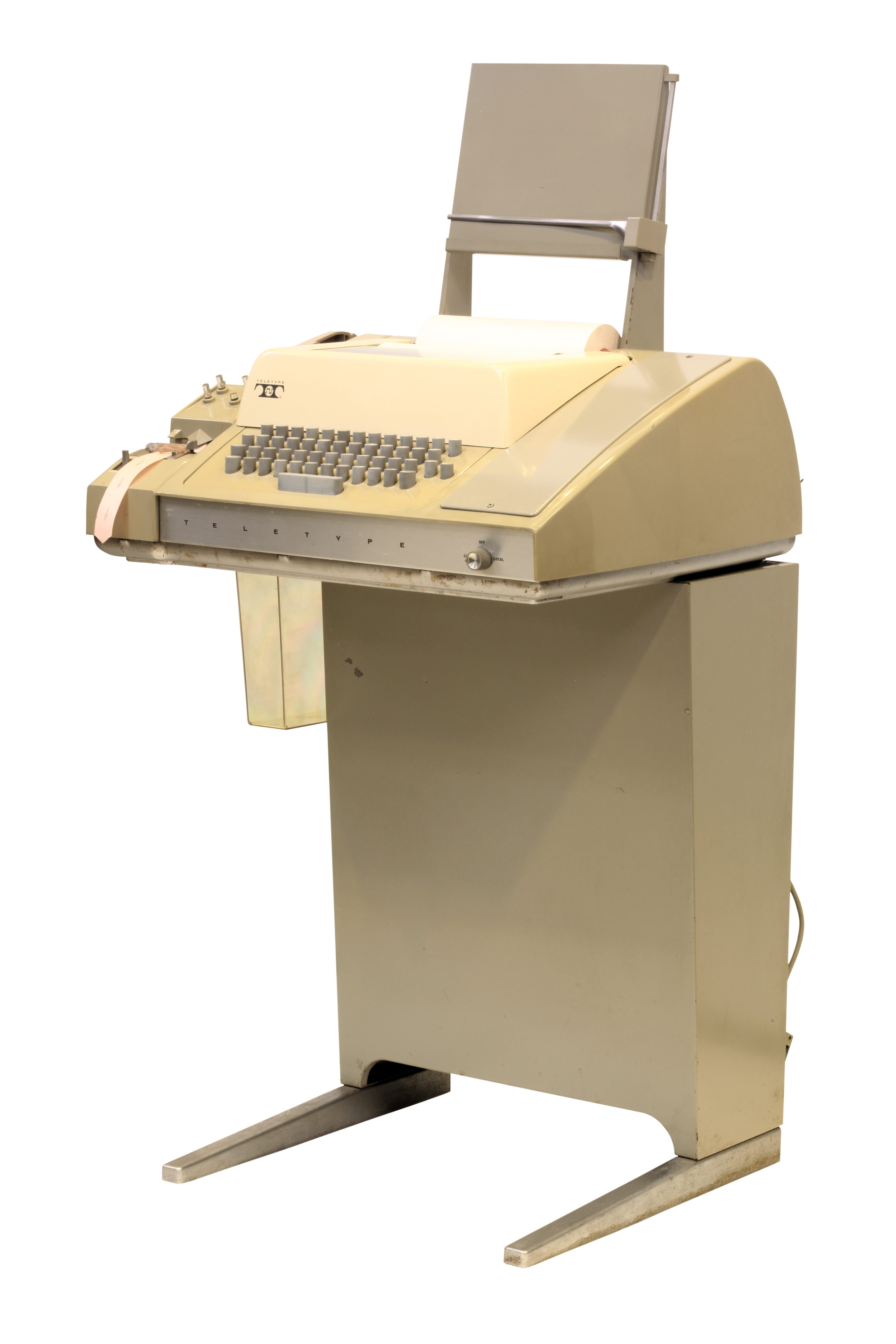
Телепринтер модели 33, аналогичный консольному устройству PDP-9, хотя у PDP-9 были более быстрые специальные устройства для бумажной ленты вместо встроенного считывателя / перфоратора.

Среди улучшений PDP-9 по сравнению с его предшественником PDP-7 были:
- добавление флагов состояния для ошибок чтения и перфорации, что обеспечивало дополнительную гибкость и обнаружение ошибок[8]
- совершенно новый дизайн многоуровневых прерываний, называемый опцией автоматического приоритетного прерывания (API)
- более продвинутая форма управления памятью[9]

Исследовательские проекты пользователей / университетов по расширению PDP-9 включали:
- разработку аппаратных возможности для арифметики с плавающей запятой (машины в этом ценовом диапазоне использовали программные вычесления).[10]
- разработка параллельный компьютера, управляемого PDP-9[11]

## Программное обеспечение
Система поставлялась с однопользовательским монитором клавиатурой. DECsys предоставила интерактивную однопользовательскую среду разработки программ для Фортрана и ассемблера.
Для PDP-9 были реализованы FORTRAN II и FORTRAN IV.
Первоначально MUMPS был разработан на PDP-7 и работал на нескольких PDP-9 в Массачусетской больнице общего профиля.

## Продажи
PDP-7, которых было продано 120 штук, считался «весьма успешным»; PDP-9 было продано 445 единиц. У обоих были подмодели, PDP-7A и PDP-9/L, ни на одну из которых не приходился значительный процент продаж.